# Сан Ђузепе (Мачерата)
Сан Ђузепе (итал. San Giuseppe) насеље је у Италији у округу Мачерата, региону Марке.
Према процени из 2011. у насељу је живело 199 становника. Насеље се налази на надморској висини од 116 м.